# Cocoa
Cocoa és una població dels Estats Units a l'estat de Florida. Segons el cens de l'1 de juliol de 2008 tenia 16.478 habitants.

## Demografia
Segons el cens del 2000, Cocoa tenia 16.412 habitants, 6.939 habitatges, i 4.232 famílies. La densitat de població era de 849,4 habitants per km².
Dels 6.939 habitatges en un 28,5% hi vivien nens de menys de 18 anys, en un 37% hi vivien parelles casades, en un 19,2% dones solteres, i en un 39% no eren unitats familiars. En el 32% dels habitatges hi vivien persones soles l'11,5% de les quals corresponia a persones de 65 anys o més que vivien soles. El nombre mitjà de persones vivint en cada habitatge era de 2,35 i el nombre mitjà de persones que vivien en cada família era de 2,97.
Per edats la població es repartia de la següent manera: un 26,4% tenia menys de 18 anys, un 8,6% entre 18 i 24, un 29,1% entre 25 i 44, un 21,6% de 45 a 60 i un 14,3% 65 anys o més.
L'edat mediana era de 36 anys. Per cada 100 dones de 18 o més anys hi havia 86,4 homes.
La renda mediana per habitatge era de 27.062 $ i la renda mediana per família de 31.243 $. Els homes tenien una renda mediana de 27.294 $ mentre que les dones 22.500 $. La renda per capita de la població era de 15.665 $. Entorn del 21,8% de les famílies i el 24,1% de la població estaven per davall del llindar de pobresa.

## Poblacions properes
El següent diagrama mostra les poblacions més properes.